# Persian Gulf Inferno
Persian Gulf Inferno (ook wel North Sea Inferno) is een computerspel dat werd ontwikkeld door Parsec Software en uitgegeven door Innerprise Software. Het spel kwam in 1989 uit voor de Commodore Amiga. Een jaar later volgde ook een release voor de Atari ST en de Commodore 64. Het spel is een horizontaal scrollend platformspel. Het spel gaat over een terroristenbende die de olievoorraden beheersen en driegen een atoombom te lanceren als er niet aan hun eisen voldaan wordt. De taak van de speler is de mensheid te redden. De speler begint het spel met een simpel handwapen en twee explosieven, maar dit kan gedurende het spel worden geüpgraded tot half-automatisch geweren en een mitrailleur. Het perspectief van het spel is in de derde persoon.

## Platforms
| Jaar | Platform               |
| ---- | ---------------------- |
| 1989 | Amiga                  |
| 1990 | Atari ST, Commodore 64 |

## Ontvangst
| Beoordeeld door | Platform     | Datum         | Score |
| --------------- | ------------ | ------------- | ----- |
| Amiga Joker     | Amiga        | maart 1990    | 82%   |
| Power Play      | Amiga        | mei 1990      | 15%   |
| Power Play      | Atari ST     | augustus 1990 | 14%   |
| Power Play      | Commodore 64 | mei 1990      | 13%   |